# Diego de Henares Lezama
Diego de Henares Lezama, (Baracaldo, Vizcaya, c. 1540 - San Sebastián de los Reyes, Provincia de Venezuela, c. 1608)
Contrajo matrimonio con Mencía de Barrios y García de Samaniego en Baracaldo en 1575, y tuvieron seis hijos, cuatro varones y dos mujeres.
En 1968, se emitió un sello en España con su imagen.

## Etapa venezolana
Hacia 1560 llegó a Venezuela, en ese entonces parte del Imperio español, concretamente a la ciudad de Mérida fundada por el capitán Juan Rodríguez Suárez. 
En 1561, llegaron noticias de la rebelión de los caracas y otras naciones indígenas, que produjeron la muerte del capitán Rodríguez Suárez y de los suyos, además del despoblamiento de ciudad de Caraballeda.
En 1564, Diego de Henares Lezama participó bajo el mando de Diego de Losada en una acción para castigar la rebelión.  Entraron en Caracas sufriendo numerosas bajas entre la tropa. 
En 1566 Diego de Losada fundó la villa de Santiago de León de Caracas, donde anteriormente Francisco Fajardo fundó y abandonó el anterior asentamiento español. 
Estando Diego de Henares al mando de la nueva villa, tuvo que repeler un ataque de más de 5.000 indígenas. También fue obra suya la planificación urbana de la ciudad de Caracas en 1578. El plano que dibujó es el más valioso documento de aquella época.

## Cargos
A lo largo de los años Diego de Henares ocupó diversos cargos de la Administración colonial, entre ellos destacan:
- Contador de la Real Hacienda
- Alcalde de Caracas
- Regidor
- Gobernador

## Final de su vida
Se traslada con su familia a San Sebastián de los Reyes, ciudad de la que fue teniente gobernador hasta 1593. Luchó contra los indios caribes de la zona, para posibilitar la cría de ganado, lo que logró con éxito. 
Falleció en torno a 1608 en la población de San Sebastián de los Reyes, Venezuela.